# تشاه بيغي (يونسي)
تشاه بیغي (بالإنجليزية: Chah-e Beygi)‏ هي مستوطنة تقع في إيران في قسم يونسي الريفي.